# Самолікування
Самолікування – це поведінка людини, за якої вона використовує речовину чи будь-який зовнішній вплив для лікування власних фізичних чи психічних захворювань.
Найчастіше вживаними у самолікуванні речовинами є безрецептурні лікарські засоби, застосовувані для лікування поширених проблем зі здоров'ям вдома, а також дієтичні додатки. Ці засоби не потребують рецепту від лікаря на їх придбання, а в деяких країнах є доступними у супермаркетах та універсальних кіосках. Психологія самолікування психотропними речовинами полягає у певному контексті вживання рекреаційних наркотиків, алкоголю, так званої «заспокійливої їжі» та інших видів поведінки, спрямованих на послаблення симптомів психічної напруги, стресу та тривоги, включно з психічними захворюваннями та/або психологічними травмами, є унікальною та може завдати значної шкоди фізичному та психічному здоров'ю у разі вмотивованості механізмами залежності.
Самолікування часто розглядають як здобуття особистої незалежності від встановленої системи медицини, а також як право людини, закладене в або тісно пов'язане з правом відмовитись від професійного медичного лікування.

## Визначення
Загалом, самолікування визначають як «вживання лікарських засобів для лікування самостійно діагностованих розладів або симптомів, чи переривчасте або подовжене вживання призначених ліків для хронічної або повторюваної хвороби чи симптомів».

## Психологія та психіатрія

### Гіпотеза самолікування
Оскільки різні ліки мають різну дію, вони можуть вживатись з різних причин. Згідно з гіпотезою самолікування (ГС), особистий вибір людиною певних ліків не є випадком чи збігом, натомість, він є результатом особистого психологічного стану, оскільки обрані ліки цей стан полегшують. Зокрема припускають, що залежність діє як компенсаторний засіб модулювання впливу та лікування стресових психологічних станів, де особа обирає ліки, що найкраще діятимуть на її конкретний тип психічного стресу та допоможуть досягти емоційної стабільності.
Гіпотеза самолікування (ГС) походить з робіт Едварда Ханцяна, Мека та Шацберга, Девіда Ф. Дункана та відповіді Ханцяна Дункану. Початково ГС було зосереджено на вживанні героїну, проте в наступній роботі було також додано кокаїн. Згодом ГС поширили і на алкоголь, а врешті-решт і на всі лікарські засоби, що можуть спричинити залежність (наркотики).
Відповідно до поглядів на залежність Ханцяна, споживачі медикаментів таким чином компенсують недоліки власного его, вживаючи їх як «розчинник его», що діє на ті частини особистості, які відрізані від свідомості захисними механізмами. Ханцян стверджував, що залежні від медикаментів особи загалом зазнають більшого психічного стресу аніж ті, що не мають такої залежності, і що розвиток залежності включає в себе поступове залучення впливу медикаментів та необхідність підтримування цього впливу на захисній будівній діяльності его. Вибір конкретного медикаменту залежною людиною є наслідком взаємодії психофармакологічних властивостей засобу та емоційних станів, від яких вона намагається позбутись. Дія медикаменту заміщує несправні або відсутні захисні механізми его. Отже, вибір людиною конкретних речовин не є випадковим.
В той час як Ханцян застосовує психодинамічний підхід до самолікування, модель Дункана зосереджено на поведінкових факторах. Дункан описав природу позитивного і негативного заохочення, та уникання симптомів відмови.

### Специфічні механізми
Деякі люди, що потерпають від психічних захворювань, намагаються виправити свої захворювання за допомогою певних речовин. Депресію часто самолікують алкоголем, тютюном, канабісом та іншими засобами зміни свідомості. Хоча це може принести негайне полегшення певних симптомів, таких, як тривога, подібна практика також може викликати та/або загострити симптоми кількох видів інших наявних, але прихованих, психічних захворювань, та може призвести до схильності/залежності, не кажучи про інші можливі побічні дії тривалого вживання речовини.
Відомо, що жертви посттравматичного стресового розладу також вдаються до самолікування, так само як і ті, що постраждали від (психічної) травми, хоч і не мають вищезгаданого діагнозу.

#### ЦНС депресанти
Алкоголь та седативні/гіпнотичні речовини на кшталт барбітуратів та бензодіазепінів, є депресантами центральної нервової системи (ЦНС), що послаблюють стримувальні механізми шляхом анкзиолізу. Депресанти породжують почуття розслабленості та сонливості, одночасно послаблюючи симптоми тривожності та депресії. Хоча вони загалом є неефективними антидепресантами, оскільки більшість з них мають нетривалу дію, але різкий вкид алкоголю та седативних/гіпнотичних речовин здатен пом'якшити стійкий захист та, у малих/помірних дозах, допомагає до певної міри позбавитись від депресивного афекту чи тривоги. Оскільки алкоголь також послаблює внутрішні обмежування, припускають, що його схильні вживати люди, які зазвичай стримують свої емоції; в такому разі алкоголь дає їм змогу виказати почуття прихильності, агресії чи близькості. Люди з соціофобією часто вдаються до цих речовин задля подолання власної надмірної внутрішньої стриманості.

#### Психостимулятори
Психостимулятори на кшталт кокаїну, амфетаміну, метилфенідату, кофеїну та нікотину, покращують фізичне та психічне функціонування, включно з підвищенням енергійності та почуттям ейфорії. Зазвичай, до стимуляторів вдаються особи, що страждають від депресії, з метою притупити ангедонію та підвищити самооцінку. ГС також припускає, що гіперактивні та гіпоманічні особи вживають стимулянти задля підтримання свого стану невгамовності та для посилення ейфорії. Також стимулянти є корисними для людей, що потерпають від соціальної тривожності, тим, що допомагають їм прорватись крізь власні внутрішні обмежування.

#### Опіати
Опіати на кшталт героїну та морфіну діють як анальгетики, зв'язуючись з опіатними рецепторами у мозку та шлунково-кишковому тракті. Це послаблює сприйняття та реакцію на біль і одночасно підвищує терпимість до болю. Припускають, що опіати застосовують для самолікування від агресії та люті. Вони є дієвим анкзиолітиком, стабілізатором настрою та антидепресантом, однак, люди схильні самолікувати тривогу та депресію депресантами та стимулянтами відповідно, хоча це в жодному разі не є абсолютним аналізом.

#### Канабіс
Канабіс є парадоксальним у його здатності створювати стимулювальні, седативні та помірно психоделічні і водночас заспокійливі або збуджувальні властивості, в залежності від особи та умови використання. Заспокійливі властивості є більш видимими у нерегулярних споживачів, а стимулювальні є більш звичними серед постійних. Ханцян зазначив, що дослідження було недостатньо зосереджене на теоретичному механізмі канабісу, а тому останній і не було додано до ГС.

### Ефективність
Тривале самолікування бензодіазепінами або алкоголем часто погіршує симптоми тривоги чи депресії. Вважають, що це відбувається внаслідок зміни хімії мозку через довготривале вживання. Близько половини людей, що звертаються за допомогою до психіатричних лікарень при станах тривожних розладів на кшталт панічного розладу чи соціофобії, мають проблеми, пов'язані з алкогольною чи бензодіазепіновою залежністю.
Часом тривога виникає раніше від алкогольної чи бензодіазепінової залежності, проте алкоголь та бензодіазепіни працюють на підтримання тривожних розладів, часто зумовлюючи їх погіршення. Однак деякі залежні від останніх люди після роз'яснень, що в них є вибір між стабільно незадовільним психічним станом та відмовою і одужанням від симптомів, вирішують відмовитись від алкоголю та/або бензодіазепінів. Зауважили, що кожна особа має індивідуальний рівень чутливості до алкоголю або седативних гіпнотичних речовин, і те, що одна особа може стерпіти без погіршення здоров'я, може спричинити іншій особі значну шкоду здоров'ю, і що навіть помірне вживання алкоголю може призвести до синдрому відскоку тривоги та розладів сну.

## Інфекційні захворювання
Самолікування антибіотиками є звичним у деяких країнах на кшталт Греції. Це явище є потенційним фактором у частоті випадків певних бактеріальних інфекцій, резистентних до антибіотиків, в місцях на кшталт Нігерії.
В опитуванні, спроектованому для оцінки масштабів самолікування у штаті Судану Хартум, 48.1 % опитуваних відповіли, що хоча б раз вдавались до самолікування протягом попередніх 30 днів, 43.4 % самолікувались протималярійними засобами, а ще 17.5 % відповіли, що самолікувались обидвома видами засобів. Загалом, сумарне поширення самолікування одним або обидвома видами протиінфекційних агентів протягом останніх 30 днів сягло 73.9 %. Більш того, згідно з пов'язаним дослідженням, дані виявили, що самолікування «суттєво коливається в залежності від соціоекономічних ознак» та що «основним чинником самолікування були фінансові обмеження».
Подібно до цього, під час опитування студентів одного з університетів Південного Китаю 47.8 % опитуваних вказали, що вдавались до самолікування антибіотиками.

## Лікарі та студенти-медики
У вивченні студентів медичних шкіл Західного Бенгалу та Індії, 57 % з них повідомили, що вдавались до самолікування. Найвживанішим лікарським засобом самолікування були антибіотики (31 %), анальгетики (23 %), антипіретики (18 %), противиразкові (9 %), протикашлеві (8 %), мультивітамінні (6 %) та антигельмінтні (4 %) засоби.
Інше дослідження показало, що 53 % лікарів у Карнатаці (Індія) відзвітували про самолікування антибіотиками.

## Діти
Вивчення дітей народу Луо, що в західній Кенії, виявило, що 19 % з них вдавались до самолікування або рослинними або лікарськими засобами. В порівнянні з дівчатками, хлопчики були більш схильними до самолікування засобами традиційної медицини, а не травами. Одна з теорій пояснює це явище різницею потенційних доходів.

## Регулювання
У більшості країн світу самолікування є жорстко регламентованим і багато видів медикаментів є доступними виключно за рецептом, наданим медичним працівником. Безпека, соціальний стрій, комерціалізація та релігія історично були панівними чинниками таких обмежень.